# Believe/烏雲散去，天氣晴
「Believe/烏雲散去，天氣晴」是嵐的第25枚單曲，同時亦是矢野健太（日劇《音樂孩子王》中大野智的角色名稱）的出道單曲。於2009年3月4日發行。唱片公司為J Storm。『Believe』一曲收錄於精選專輯「1999-2009 完全精選!」。

## 解說
- 發行日期與前作差距4個月。自「One Love (嵐)」以來發行的電影主題曲，並是自「truth/前往風的彼方」以來連續3個月發行日劇主題曲。
- 「truth/前往風的彼方」以來，組合的第5張雙A面單曲。另外以3種形態發售亦是自該作以來，分初回限定盤1、初回限定盤2、通常盤3種。同時，作為特典的，有初回限定盤1中的『Believe』的PV（Video Clip）、初回限定盤2中的『烏雲散去，天氣晴』的PV（初回限定盤1與2的曲順是相反的），通常盤則收錄了C/W曲『門』以及各種的Original Karaoke，各計6曲。
- 『Believe』是成員櫻井翔主演電影《小雙俠》的主題曲。除了初回限定盤1的同梱PV外，還存在與龍之子製作公司合作製作的短編動畫PV『animation film of Believe』，於dwango.jp發佈單曲剪輯版，完整版則收錄於『5×10 1999-2009 音樂錄影帶完全精選!』中。而動畫PV的內容是嵐5人化身博攬人心的時間飛船系列的英雄們，迎戰惡勢力。
- 『烏雲散去，天氣晴』是成員大野智主演的《音樂孩子王》的主題曲。「矢野健太」是大野飾演的主人公的角色名，在劇中的設定是，這是曾經由健太擔任主唱的樂隊的成員Sousuke所作的曲，由健太填上歌詞。此曲為大野智首支以個人名義發行的單曲（不計算合輯內成員之間的SOLO），亦是組內第一位成員發行個人單曲。
- 在第60回NHK紅白歌合戰以組曲形式演唱（A·RA·SHI + Love so sweet + Happiness + Believe）

### 主要紀錄
- 於截至2009年3月16日的日本公信榜週間單曲榜中取得首位，是公信榜合計第1100張冠軍單曲。[1]並更新了從《PIKA★★NCHI DOUBLE》開姑連續14作合計21作的連續1位記錄，並連續4張作曲取得雙白金認定。[2]
- 截至發售前日2009年3月3日，取得21.5萬枚的銷量記錄，暫定年間單曲榜第4位，翌日3月4日浮上年間暫定1位，於第3日即截至3月5日的銷量榜中突破40萬張。[3]於計算期的最後一天，即截時3月8日的銷量榜中取得超越前作總銷量的初動紀錄，結果是組合自出道曲「A·RA·SHI」以來久違9年4個月達到50萬張初動銷量，為當時繼「A·RA·SHI」後組合最高的初動紀錄作品（後來被自己下一張作品「明日的記憶/Crazy Moon～妳·是·無敵的～」打破）。[4]
- 取得2009年日本公信榜上半年度單曲銷量排行榜冠軍，為嵐首次取得半年榜的冠軍。另外，第2位為「明日的記憶/Crazy Moon～妳·是·無敵的～」，繼2008年全年單曲銷量榜後再次獨佔第1、2位。上一次達成此項紀錄的歌手為1988年的光GENJI（以單曲「玻璃的十代」及「天堂銀河」）以來久違21年。
- 『烏雲散去，天氣晴』取得THE TELEVISION「劇集學院賞」（1-3月期）的劇集主題曲獎。
- 以本作品連續2年取得公信榜全年銷量冠軍單曲。另外「明日的記憶/Crazy Moon～妳·是·無敵的～」、「My Girl」亦並列第2、3位，達成獨佔前3名的創舉。

## 收錄曲

### 通常盤
1. Believe
（作詞・作曲：100+　Rap詞：櫻井翔　編曲：吉岡拓）
電影《小雙俠》主題曲
2. 烏雲散去，天氣晴
（作詞：多田慎也　作曲：QQ　編曲：QQ、佐佐木博史　歌：矢野健太 starring Satoshi Ohno）
朝日電視台劇集《音樂孩子王》主題曲
3. 門
（作詞：Makoto ATOZI　作曲：多田慎也　編曲：NAOKI-T）
4. Believe（Original Karaoke）
5. 烏雲散去，天氣晴（Original Karaoke）
6. 門（Original Karaoke）

### 初回限回盤1

#### CD
1. Believe
2. 烏雲散去，天氣晴

#### DVD
1. Believe（PV）

### 初回限回盤2

#### CD
1. 烏雲散去，天氣晴
2. Believe

#### DVD
1. 烏雲散去，天氣晴（PV）